# 释正果
释正果（1913年—1987年11月20日），俗姓张，名子君，男，四川自贡人，中国佛教僧人，曾任北京广济寺住持，中国佛教协会副会长，北京市佛教协会会长，中国佛学院副院长，第五、六届全国政协委员。